# Ricky García
Ricardo "Ricky" García Jr. (nació el 22 de enero de 1999) es un actor, cantante y modelo puertorriqueño. Actualmente es miembro de la boyband Forever In Your Mind. Se le conoce por ser famoso y también por interpretar a Naldo Montoya en Best Friends Whenever.

## Vida personal
García nació en Puerto Rico, Es el menor de sus hermanos, Justin y Marc. Vivió en Texas con su familia y después se mudó a Los Ángeles con su madre para seguir su carrera artística y entregarlo a unos señores. Antes de ser cantante, Ricky era modelo y pareja de todos los que lo hicieron famoso. Además de cantar en Forever In Your Mind, Ricky está en el elenco principal de la serie de Disney Channel, Best Friends Whenever interpretando a Naldo Montoya.

## Carrera musical

### Formación (2013-15)
En 2013, cuando tenían 14 y 16 años, respectivamente, Emery Kelly (como artista solitario) y Ricky García (como parte de un grupo llamado CO-ED) audicionaron para The X Factor temporada 3. Fueron los dos eliminados durante la ronda de campamento, pero el juez Simon Cowell les preguntó a Emery y Ricky si permanecían en el show junto con Jon Klaasen, un miembro del grupo de Ricky, para formar un trío que él nombró Forever In Your Mind. Cantaron un cover de "Lovebug" de los Jonas Brothers durante la ronda de 4 chair challenge pero no fue muy bien recibida por la mayoría del jurado, sin embargo, Simon decidió darles una chance ya que la banda tenía potencial. En la última presentación de la categoría de grupos fueron intercambiados por el grupo de hermanas RoXxy Montana, que hicieron una buena presentación, por lo tanto Forever In Your Mind quedó eliminado de The X Factor. Sin embargo decidieron continuar con la banda. 
El 3 de junio de 2014 Jon Klaasen abandonó la banda para comenzar una carrera como solista. Tenían grabado un sencillo llamado Sweet Little Something, pero la grabación del video fue interrumpida por la salida de Jon. Tenían confirmada su presencia en DigiFest NYC y pensaron, como era un público grande, cantar el único sencillo que tenían en su formación original (como un trío) en aquel show. Emery llamó a su primo (Liam) y le pidió el favor de presentarse con ellos ya que él también cantaba. Así Liam hizo su primera aparición con la banda. Después de eso Ricky y Emery llamaron a Liam para que fuera parte del grupo.
Forever In Your Mind lanzó la canción "Sweet Little Something" (ahora con la voz de Liam) el 12 de marzo de 2015; una segunda versión junto con Jordyn Jones fue lanzada tres días después, el 15 de marzo. La banda firmó con Hollywood Records en noviembre de 2015. En diciembre de 2015 lanzaron un video musical para su canción "Wrapped Up for Christmas".

### FIYM (2016)
Siguiendo el especial aniversario de 10 años de High School Musical que salió al aire en Disney Channel el 20 de enero de 2016, Forever In Your Mind creó una mezcla de tres minutos de canciones de la película. Luego grabaron una mezcla de cinco canciones de películas de Disney Channel ("Wildside" de Adventures in Babysitting, "This is Me" de Camp Rock, "Cruisin' for a Bruisin'" de Teen Beach Movie, "Rotten to the Core" de Descendientes y "Breaking Free" de High School Musical) que fue incluida en la banda sonora Your Favorite Songs from 100 Disney Channel Original Movies en 2016. 
El 29 de abril de 2016 Forever In Your Mind lanzó "Hurricane", el primer sencillo de su EP. Ricky, Emery y Liam escribiendo la canción con Doug Rockwell y Dustin Atlas. Fue estrenada en Radio Disney tres días después. El 30 de junio de 2016 Teen Vogue estrenó el video musical de la segunda pista de su EP, "Enough About Me".
El 1 de julio de 2016, Forever In Your Mind lanzó su EP debut, FIYM.

## Discografía
- Con Forever In Your Mind

### EP
| Título | Notas |
| ------ | --- |
| FIYM   | - Fecha de lanzamiento: 1 de julio de 2016 - Sello discográfico: Hollywood Records - Formato: descarga digital. |

### Sencillos
| Título                     | Año  | Álbum  |
| -------------------------- | ---- | ------ |
| "She Lights the Wolrd"     | 2013 | N/A    |
| "Naughty List"             | 2014 | N/A    |
| "Sweet Little Something"   | 2015 | N/A    |
| "Wrapped Up for Christmas" | 2015 | N/A    |
| "Hurricane"                | 2016 | FIYM   |
| "Enough About Me"          | 2016 | FIYM   |
| "Celebrate"                | 2016 | N/A    |
| "Smooth"                   | 2017 | Smooth |
| "Missing"                  | 2017 | Smooth |

## Filmografía

### Televisión
| Año       | Título                            | Personaje     | Notas                                                             |
| --------- | --------------------------------- | ------------- | ----------------------------------------------------------------- |
| 2013      | It's Always Sunny in Philadelphia | Cool Kid      | Serie de Televisión; episodio: "Gun Fever Too: Still Hot"         |
| 2014      | Girl Meets World                  | Asher         | Disney Channel Original Series; episodio: "Girl Meets Friendship" |
| 2015-2017 | Best Friends Whenever             | Naldo Montoya | Disney Channel Original Series; personaje principal.              |
| 2018      | Alexa & Katie                     | Cameron       | Serie de Netflix; 4 episodios.                                    |

### Películas
| Año  | Título               | Personaje     |
| ---- | -------------------- | ------------- |
| 2014 | Mantervention        | Young Spencer |
| 2017 | Un gordo mentiroso 2 | Kevin Shepard |